# Varvara Zelenskaja
Varvara Vladimirovna Zelenskaja (in russo Варвара Владимировна Зеленская?; Petropavlovsk-Kamčatskij, 5 ottobre 1972) è un'ex sciatrice alpina russa.
Agli inizi della carriera, prima della dissoluzione dell'Unione Sovietica (1991), ha gareggiato per la nazionale sovietica e ai XVI Giochi olimpici invernali di Albertville 1992 ha fatto parte della Squadra unificata; a fine carriera ha aggiunto al proprio il cognome del marito e si è iscritta alle gare come Varvara Zelenskaja-Degeorges
Forte velocista, è stata una delle atlete di punta della nazionale di sci alpino femminile russa sul finire degli anni 1990. In carriera è riuscita a vincere quattro gare in Coppa del Mondo, tutte in discesa libera.

## Biografia

### Stagioni 1988-1996
La Zelenskaja debuttò in campo internazionale ai Mondiali juniores di Madonna di Campiglio 1988 e in Coppa del Mondo ottenne il primo piazzamento il 18 febbraio 1989, classificandosi 13ª nella discesa libera di Lake Louise. Nella stessa specialità vinse la medaglia di bronzo ai Mondiali juniores di Zinal 1990. Il 21 dicembre 1990 colse a Morzine il primo podio in Coppa del Mondo, 3ª in discesa libera; nella stessa stagione esordì ai Campionati mondiali, classificandosi 14ª nella discesa libera, 11ª nel supergigante e 14ª nella combinata nella rassegna iridata di Saalbach-Hinterglemm.
Al debutto olimpico, Albertville 1992, la Zelenskaja si piazzò 24ª nel supergigante e non completò la combinata, mentre l'anno dopo ai Mondiali di Morioka fu 13ª nella discesa libera, 21ª nel supergigante e 28ª nello slalom gigante. 8ª nella discesa libera, 21ª nel supergigante e fuori gara nella combinata dei XVII Giochi olimpici invernali di Lillehammer 1994, nella stagione 1995-1996 partecipò ai Mondiali della Sierra Nevada (13ª nella discesa libera, 23ª nel supergigante, 22ª nello slalom gigante) e ottenne la prima vittoria in Coppa del Mondo, nella discesa libera di Narvik del 1º marzo.

### Stagioni 1997-2006
Nella stagione 1996-1997 prese parte ai Mondiali di Sestriere, classificandosi 6ª nella discesa libera, 10ª nel supergigante e non completando lo slalom gigante, e in seguito ottenne la sua ultima vittoria, nonché ultimo podio, in Coppa del Mondo, nella discesa libera di Happo One del 2 marzo. L'anno dopo, ai XVIII Giochi olimpici invernali di Nagano 1998, fu 13ª nella discesa libera e 12ª nel supergigante. Sankt Anton am Arlberg 2001 e Salt Lake City 2002 furono le ultime rassegne iridate e olimpiche cui la Zelenskaja prese parte; in entrambi casi gareggiò nella discesa libera (classificandosi 21ª in tutte e due le occasioni) e nel supergigante (dove fu rispettivamente 18ª e 26ª).
Si congedò dalle competizioni ai massimi livelli nel marzo del 2002, con gli ultimi risultati di spicco in Coppa Europa (l'ultima vittoria il 5 marzo nello discesa libera di Lenzerheide, l'ultimo podio il 16 marzo nel supergigante di La Clusaz chiuso al 3º posto); in Coppa del Mondo fu per l'ultima volta al via il 7 marzo ad Altenmarkt-Zauchensee, quando in supergigante si classificò 13ª. In seguito prese ancora parte ad alcune gare minori in Russia (gare FIS, Campionati nazionali) fino al definitivo ritiro nel 2006.

## Palmarès

### Mondiali juniores
- 1 medaglia:
  - 1 bronzo (discesa libera a Zinal 1990)

### Coppa del Mondo
- Miglior piazzamento in classifica generale: 10ª nel 1997
- 13 podi:
  - 4 vittorie
  - 5 secondi posti
  - 4 terzi posti

#### Coppa del Mondo - vittorie
| Data             | Località  | Paese    | Specialità |
| ---------------- | --------- | -------- | ---------- |
| 1º marzo 1996    | Narvik    | Norvegia | DH         |
| 1º febbraio 1997 | Laax      | Svizzera | DH         |
| 28 febbraio 1997 | Happo One | Giappone | DH         |
| 2 marzo 1997     | Happo One | Giappone | DH         |

Legenda:

DH = discesa libera

### Coppa Europa
- Miglior piazzamento in classifica generale: 7ª nel 1994
- Vincitrice della classifica di discesa libera nel 1994
- 15 podi (dati dalla stagione 1994-1995):
  - 9 vittorie
  - 5 secondi posti
  - 1 terzo posto

#### Coppa Europa - vittorie
| Data             | Località    | Paese    | Specialità |
| ---------------- | ----------- | -------- | ---------- |
| 5 gennaio 1995   | Tignes      | Francia  | DH         |
| 7 gennaio 1998   | Tignes      | Francia  | SG         |
| 21 dicembre 1999 | Alpe d'Huez | Francia  | SG         |
| 22 dicembre 1999 | Alpe d'Huez | Francia  | SG         |
| 5 gennaio 2000   | Tignes      | Francia  | DH         |
| 26 gennaio 2000  | Pra Loup    | Francia  | DH         |
| 27 gennaio 2000  | Pra Loup    | Francia  | DH         |
| 28 gennaio 2000  | Pra Loup    | Francia  | SG         |
| 5 marzo 2002     | Lenzerheide | Svizzera | DH         |

Legenda:

DH = discesa libera

SG = supergigante

### Nor-Am Cup
- Vincitrice della classifica di supergigante nel 2002
- 2 podi (dati dalla stagione 1994-1995):
  - 2 vittorie

#### Nor-Am Cup - vittorie
| Data            | Località    | Paese  | Specialità |
| --------------- | ----------- | ------ | ---------- |
| 4 dicembre 2001 | Lake Louise | Canada | SG         |
| 5 dicembre 2001 | Lake Louise | Canada | SG         |

Legenda:

SG = supergigante

### Campionati russi
- 9 medaglie (dati dalla stagione 1994-1995)[1]:
  - 7 ori (discesa libera, supergigante nel 1997; supergigante nel 2000; supergigante nel 2002; discesa libera, supergigante nel 2004; supergigante nel 2006)
  - 2 argenti (discesa libera nel 2000; discesa libera nel 2002)